# Motorik

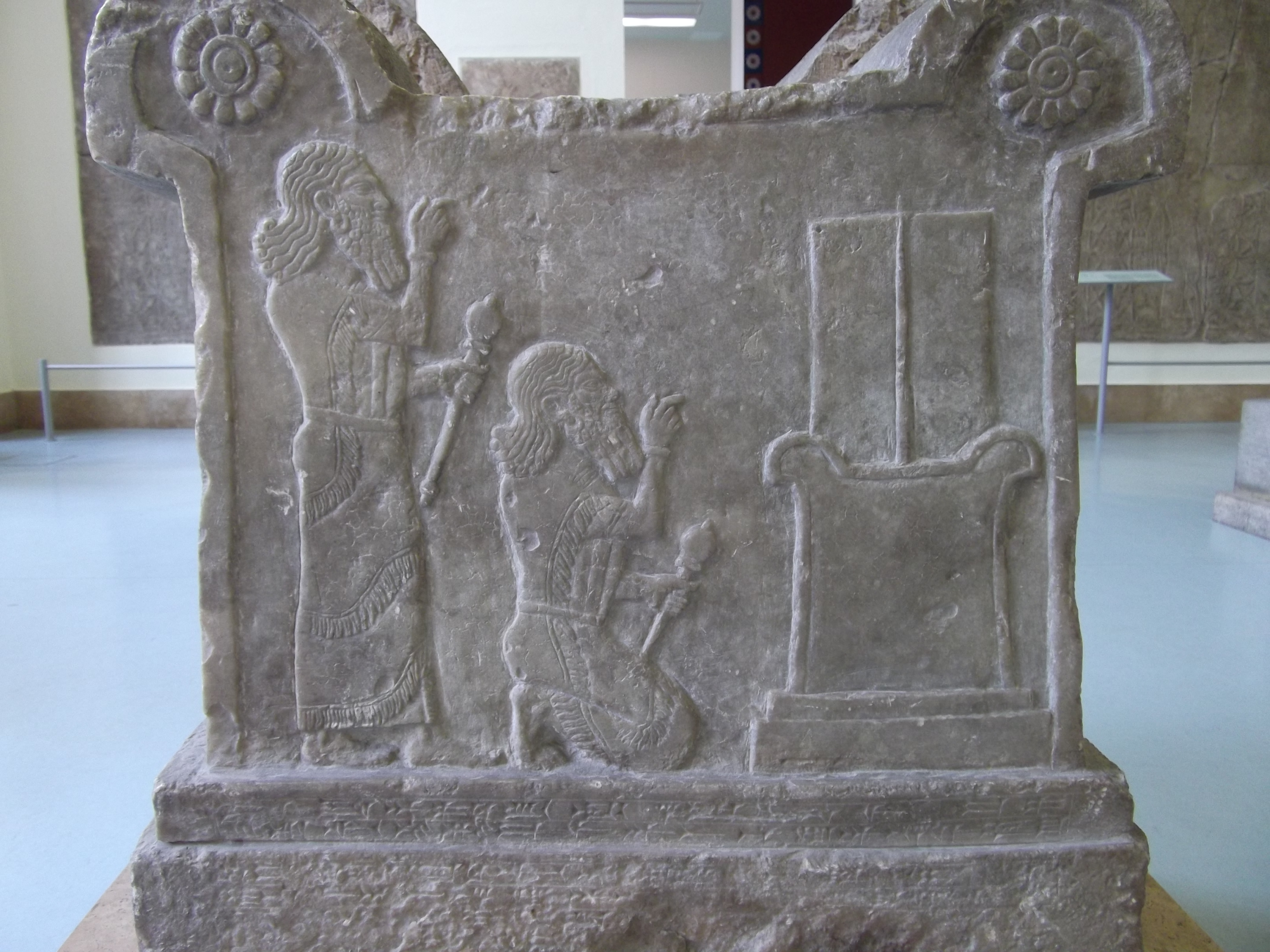
Assyrischer König Tukulti-Ninurta I. in zwei Bewegungsstadien, 13. Jh. v. Chr., gilt als früheste Darstellung von Bewegung

Motorik (von lateinisch motor, ‚Beweger‘, abgeleitet von movere, ‚bewegen‘, ‚antreiben‘; und griechisch motorikè téchne, ‚Bewegungstechnik‘, ‚Bewegungsfertigkeit‘, ‚Bewegungskunst‘, ‚Bewegungswissenschaft‘, ‚Bewegungslehre‘) bezeichnet
- die Gesamtheit der Aktionen der Skelettmuskulatur oder als Darmmotorik die des Darms
- die Qualität hochrangiger Bewegungsfertigkeit (Artistik),
- einen Wissenschaftszweig von der Bewegung (Bewegungs- oder Motorikwissenschaft) und/oder
- in der Musik die Kennzeichnung eines durchgehenden, pulsierenden Rhythmus (→ Motorik (Musik)).

## Anwendungsfelder
Entsprechend seiner Mehrdeutigkeit nimmt der Motorikbegriff in verschiedenen Anwendungsbereichen eine unterschiedliche Bedeutung an, die sich teilweise vom ursprünglichen Wortsinn entfernt. Im Wissenschaftsbereich wurden dazu auch Nachbardisziplinen und verwandte Begriffe geboren wie beispielsweise die Motologie oder die (Angewandte) Kinesiologie, die mit ihrer Begriffswahl ihre Eigenständigkeit neben der Bewegungs- bzw. Motorikwissenschaft dokumentieren:
- Für die Sportwissenschaft ist die Motorik ein wesentlicher Teil der Bewegungslehre.[3] Die Disziplin Motorikwissenschaft befasst sich vorrangig mit der Sportmotorik, aber auch mit der Alltagsmotorik und der Arbeitsmotorik im Hinblick auf das Lernen, die Trainierbarkeit und den Ausdruckscharakter von Bewegungen. Hierbei spielt vor allem auch die Frage des (frühen) Lernens von Bewegungen eine wichtige Rolle.[4]
- Die Arbeitswissenschaft[5] legt ihr Augenmerk auf die berufsspezifischen Anforderungen an die Bewegungsabläufe. Ihr Schwerpunkt ist die Berufs- oder Arbeitsmotorik. Bewegungsstudien, etwa mittels Lichtspurverfahren, geben Auskunft über Bewegungsökonomie und Bewegungseffizienz, über motorische Veranlagung und Leistungserwartungen.
- In allgemeiner Hinsicht des Pragmatismus jede handlungsorientierte pädagogische Einstellung.[6]
- Die Physiologie[7] versteht unter Motorik willkürlich (z. B. an den Gliedmaßen) oder unwillkürlich (z. B. in unserem Darm) erzeugte Bewegungsabläufe des Körpers, die, von spezifischen Nervenzentren gesteuert, über das nervöse Reizleitungssystem durch den Muskelapparat realisiert werden.
- In der Ausdruckskunst (Ballett, Tanz, Ausdrucksgymnastik, Ausdruckstanz, Pantomime) wird der Begriff als Bezeichnung für bestimmte Bewegungstechniken und für Bewegungskunst verwendet.

## Unterbegriffe/Begriffsfeld
- Alltagsmotorik kennzeichnet das Bewegungsrepertoire des täglichen Lebens.
- Berufs- oder Arbeitsmotorik beschreibt das spezifische Bewegungsrepertoire des körperlich arbeitenden Menschen (Arbeiter, Handwerker, Krankengymnastin, Artist).
- Sportmotorik erfasst begrifflich die komplexen und dynamisch anspruchsvollen Bewegungsabläufe im Sportbereich (Stabhochsprung, Eiskunstlauf, Gerätturnen).
- Ausdruckmotorik ist auf Ästhetik und Präsentation der Persönlichkeit in den Bewegungsabläufen ausgerichtet.
- Sportmotorik zielt auf die Optimierung von Bewegungsökonomie und Bewegungseffizienz (Wettkampf, Höchstleistung).
- Grobmotorik sind die noch unfertigen Bewegungsabläufe in einer ersten Aneignungsphase.
- Feinmotorik kennzeichnet Bewegungsabläufe in fortgeschrittenen oder ausgereiften Lernstadien.
- Großmotorik umfasst die großräumigen Bewegungen (wie bei der Gewandtheit), an denen auch eine größere Anzahl Bewegungsorgane beteiligt ist.
- Kleinmotorik meint die kleinräumigen Bewegungen (z. B. Handfertigkeit, Geschicklichkeit), bei denen nur ein kleiner Teil des Bewegungsapparats aktiv wird.
- Lokomotorik betrifft den ortsverändernden Bewegungsapparat (Gehen, Laufen, Schwimmen) im Gegensatz zu den lageverändernden Bewegungen.
- Vasomotorik nennt man das aktive Zusammenspiel von Nerven und Muskulatur bei der Gefäßerweiterung (Vasodilatation)
- Sprechmotorik bezieht sich auf die anatomischen und physiologischen Möglichkeiten des Artikulierens eines Menschen über seine Sprachorgane.
- Motoriker sind Menschen, in deren Verhalten das Bewegungsleben eine wichtige Rolle spielt.
- Psychomotorik – sie beschäftigt sich mit den psychosozialen Voraussetzungen und Konsequenzen der Motorik; u. a. auch mit den Konsequenzen der Motorik und mangelnder Bewegungsfähigkeit für die psychische und soziale Entwicklung des Menschen (siehe Entwicklungspsychologie)
- Soziomotorik – sie beschäftigt sich mit den Möglichkeiten der non-verbalen Kommunikation durch Bewegung.[8]
- Willkürmotorik bezeichnet jene Bewegungen des Körpers, die durch unseren freien Willen ausgelöst werden können.

## Beurteilung der Motorik
Die Motorik zeigt sich durch zahlreiche Komponenten bestimmt. Deren Funktionstüchtigkeit und Zusammenspiel macht ihre Qualität aus, vor allem das der konditionellen Grundeigenschaften, der koordinativen Fähigkeiten und der persönlichen Ausstrahlung.
Die meisten der Komponenten sind bereits erforscht und über spezielle Experimentalverfahren objektiv erfassbar. Sie lassen z. B. Rückschlüsse auf die motorische Veranlagung, den motorischen Entwicklungsstand, geschlechtsspezifische Unterschiede, das Ausdrucksvermögen oder den motorischen Lernfortschritt zu. Es gibt eine große Anzahl mehr oder weniger brauchbarer, vom Anwender kritisch zu hinterfragender motorischer Testangebote zu den Teilbereichen Grundeigenschaften (Kraft, Schnelligkeit, Ausdauer etc.), zu den koordinativen Grundfähigkeiten (Kopplungsfähigkeit, Reaktionsvermögen, Antizipationstalent etc.) oder zu den motorischen Anforderungen einzelner Sportbereiche (der Leichtathletik, der Mannschaftsspiele oder des Wintersports), also zum allgemeinen wie sportartspezifischen Motorikbestand. Dabei kommt der Komponente Bewegungskoordination wegen ihrer hohen Aussagekraft über den Gesamtkomplex Motorik eine besondere Bedeutung zu.
In der Neurologie lassen sich durch Analyse von Bewegungsabläufen und Reflexen Störungen der Muskulatur und/oder des Nervensystems nachweisen.

## Spezialgebiete der Motorikwissenschaft
Die Sensomotorik (auch Sensumotorik) interessiert sich für die Zusammenhänge von Sinneseindrücken und Muskeltätigkeit. Sie untersucht etwa die Komplexverbindungen von visuellen und taktilen Wahrnehmungen, nervalen Reiztransporten und motorischen Vorgängen. Es geht um spezifische Steuerungs- und Regelungssysteme. Die Methoden sind der Kybernetik ab gewonnen.
Die Psychomotorik macht die wechselseitigen Beziehungen von geistig-seelischer Verfassung und Befindlichkeiten des Körpers zu ihrem Forschungsthema. Sie befasst sich mit den für die Persönlichkeit charakteristischen Ausdrucksformen wie Sprechmodus, Gestik, Mimik, Körperhaltung, Gehweise und arbeitet entsprechende Typologien heraus.
Die Motologie ist der jüngste Zweig der Motorikwissenschaft. Sie löste sich als selbstständiger Arbeitsbereich aus der Psychomotorik und wendet sich besonders auffälligen Kindern mit Lern- und Verhaltensstörungen zu (Hyperaktivität, Labilität). Als Unterformen wurden die Motodiagnostik, die Motopädagogik oder die Mototherapie kreiert.